# Bjergrøddrossel
Bjergrøddrossel (latin: Oreoscoptes montanus) er en spurvefugl, der lever i det vestlige Nordamerika.